# The Palms National Park
The Palms National Park är en park i Australien. Den ligger i delstaten Queensland, omkring 130 kilometer nordväst om delstatshuvudstaden Brisbane. Arean är 73 kvadratkilometer.
Runt The Palms National Park är det mycket glesbefolkat, med 4 invånare per kvadratkilometer.. Närmaste större samhälle är Yarraman, omkring 14 kilometer nordost om The Palms National Park.
I omgivningarna runt The Palms National Park växer huvudsakligen savannskog. Genomsnittlig årsnederbörd är 946 millimeter. Den regnigaste månaden är januari, med i genomsnitt 179 mm nederbörd, och den torraste är augusti, med 26 mm nederbörd.